# Volleybalvereniging Set-Up'65
Il Volleybalvereniging Set-Up'65 è una società pallavolistica femminile olandese, con sede a Dinkelland: milita nel campionato olandese di Eredivisie.

## Rosa 2021-2022
| N° | Nome              | Ruolo | Data di nascita  | Nazionalità sportiva |
| -- | ----------------- | ----- | ---------------- | -------------------- |
| 3  | Jorieke Bodde     | O     | 5 maggio 1996    | Paesi Bassi          |
| 4  | Joanne Brilhuis   | S     | 8 gennaio 2004   | Paesi Bassi          |
| 5  | Luna Broekhuis    | L     | 2003             | Paesi Bassi          |
| 6  | Elyne Nijhus      | C     | 9 giugno 2003    | Paesi Bassi          |
| 7  | Daphne Broekhuis  | P     | 29 aprile 2001   | Paesi Bassi          |
| 9  | Marlies Eertman   | C     | 23 febbraio 1996 | Paesi Bassi          |
| 10 | Femke Vlutters    | P     | 19 novembre 2002 | Paesi Bassi          |
| 11 | Frederieke Zwiers | L     | 2000             | Paesi Bassi          |
| 12 | Daniek Lentfert   | O     | 2003             | Paesi Bassi          |
| 13 | Pien Vos          | S     | 2001             | Paesi Bassi          |